# ネオ・ファウスト
『ネオ・ファウスト』は、手塚治虫の青年漫画である。1987年から『朝日ジャーナル』にて連載されたが、1989年の手塚の死により未完かつ絶筆となった。ゲーテの『ファウスト』を題材に、舞台を高度経済成長期の日本に置き換えたオリジナルストーリーである。
NHKでラジオドラマ化もされている。

## 概要
手塚治虫は1987年から死の直前まで、『グリンゴ』『ルードウィヒ・B』、および『ネオ・ファウスト』の漫画3作の雑誌連載を続けていたが、いずれも未完に終わった。その中でも最後に描かれたのは、『ネオ・ファウスト』の原稿だった。
『朝日ジャーナル』での『ネオ・ファウスト』の連載は1987年12月から開始され、1年近く続けられた。手塚は連載中に胃癌で入院するが、ベッドの上でも漫画を描き続けた。手塚は死の間際までこの作品の完成にこだわり、痛み止めのモルヒネを打ちながら、手が動かなくなるまでこの作品を描いた。
講談社の発行している『手塚治虫漫画全集』全382巻+別巻18巻では、晩年の作品としては『グリンゴ』よりも後の369巻として刊行されており、手塚が最後に描いた下描きの内容が巻末に収められている。
手塚治虫の娘である手塚るみ子は、「体を若返らせたい、もう一度人生をやり直したい、まだまだやり残したことはあるんだ」という主人公の願いは治虫自身の願いと重なる、と語っている。
手塚治虫が胃癌であることは本人には最期まで伏せられ、医者からは胃潰瘍だと告げられていた。息子の手塚眞や妻などの家族も本人は胃癌とは知らなかったと語る。しかし、本作の登場人物の一人・坂根第造は、胃潰瘍だと告げられるも胃癌と知りつつ死亡するという、手塚に酷似した状況に置かれている。また第造が死んだあとに主人公が試みるのは「生命体の製作」であった。

## あらすじ
時は1970年2月。ところは学園闘争真っ只中の日本。
NG大学には異変が起きていた。過激化する学生運動、5人の学生の謎の焼死体、大学の近くではヘビなどの生き物が溢れかえるという事象があった。
一方、年老いた大学教授である一ノ関は、生命の秘密と宇宙の神秘を解き明かすことができずに絶望していた。自らの人生をはかなんだ一ノ関は、大学内で自殺を図るが、そこへ女悪魔メフィストフィレス（メフィスト）が現れる。一ノ関は、生命の本質と宇宙の神秘を解き明かすために、自身を若返らせる契約をメフィストと交わす。契約は、「一ノ関が満足するまで、メフィストが彼の召使として快楽の生活に導く。もしそれを満たせば魂を譲り渡す」という内容であった。
一ノ関は1958年に戻り、売春防止法施行の翌日の赤線で、ホルモン焼き屋の魔女の薬によって若返る。その若返った姿はメフィストの心を奪うほどの容姿であった。一ノ関は記憶を失い、彷徨っていたところ、暴漢に襲われていた男を助ける。男は坂根第造と名乗る資産家だった。第造は一ノ関を大変気に入り「第一」と名付け、自分の会社で働かせる。第造の元で働き始めた第一は第造の下で、1960年代の日本の高度経済成長期の影の立役者として活躍する。
第一と第造の計画はすべて順調だと思われたが、第造の体に異変が生じる。第造は末期の胃ガンに蝕まれていたのだった。医者は「5・6箇所転移しており手遅れ、長くて3～4ヶ月の命である」との診断を下しながら、第造にはそれを伝えなかった（これは掲載時点の作者の症状と重なる）。第造は死の間際に第一を養子にする。遺産を相続した第一は、それを使って生命体を作り出す造物主となる決意を固める。

## おもな登場人物
一ノ関教授
NG大学の教授。売春防止法施行（1958年4月1日）の時点で57歳。生命の神秘と宇宙の神秘を解き明かすために、50年間にわたってNG大学で研究に取り組んだ。3度もノーベル生化学賞候補になったという生物工学の世界的権威だが、世事に疎く講義も退屈で、他の教授陣や学生からは生ける屍扱いされている。NG大学第二理学部バイオ操作センターの創設者であるが、山本助教授の陰謀でセンターを追い出され、1970年の時点では学生相手の講義を行っている。学生運動で混乱する最中、自らの人生を悲観して服毒自殺しようとしたところをメフィストに救われ、「新しい生命と新しい人生を与えてほしい」と彼女と悪魔の契約を交わす。その後、メフィストとともに1958年まで時間をさかのぼり、魔女の秘薬によって記憶喪失の20歳の青年・坂根第一として若返る。
第一部終盤では自ら召喚した悪魔によって殺害され、自らの研究や業績を第一に取って代わられることとなった。
坂根第一（さかね だいいち）→ 一ノ関第一（いちのせき だいいち）
一ノ関教授がメフィストと契約を交わして若返った姿。年齢は1958年時点で20歳であり、表向きには1938年生まれ。
坂根第造から「第一」という名をもらい、7年後、第造が死ぬ直前に養子となり巨万の富を相続する。生命を造り出す造物主になりたいという野望を胸にNG大学を買収、表向きは研究員として入り、生命の研究を始める。さらに、理事会を解体して大学の経営権を完全に掌握するため、メフィストの能力を利用して理事長から大蔵大臣への贈賄を暴露し、石巻を通じて学生運動を煽る。
前身である一ノ関教授の記憶は消え去っているが、彼の筆跡や豊富な知識は第一に受け継がれている他、声も山本が勘違いする程度には似ている。第一部の終盤で一ノ関物産の社長「一ノ関第一」として、一ノ関教授の研究と業績も受け継ぎ「生命を造り出し、造物主となる」という自らの野望の実現に動き出す。
1980年代を舞台とする第二部においては、一ノ関産業社長となり、かつて発案した東京湾全面埋め立て計画を実行に移す一方、バイオセンターを建設している。
メフィスト（メフィストフェレス）
学生運動で混乱するNG大学に現れた女悪魔。人生を悲観して服毒死を遂げようとしていた一ノ関教授の前に現れて、彼と契約を交わす。
一ノ関教授を若返らせて坂根第一に変容させ、第一に仕えて彼の願いを叶えるべく暗躍する。また、黒犬に変身したり魔術を駆使したりして第一を脅かす人間を殺害する。第一に仕えながらも、彼に恋心を抱いている。
本人曰く男の悪魔のことは「牡フィスト」、女性の悪魔は「牝フィスト」らしい。
坂根第造
「坂根物産」「坂根土木」などの企業を統括する実業家。坂根第一の才能を見込んで養子とし、傘下の企業で働かせながら自らの人生哲学を教え込む。
坂根グループを一代で築いた守銭奴で、東京オリンピック関連の土木工事、東海道新幹線の工事、首都高速道路などの大プロジェクトに食い込み、巨万の富を築く。
のち胃癌に冒され余命いくばくも無くなるとわかると、自分の会社を全て解散させ、第一を養子とし自らの全資産を譲ったのちに亡くなる。
高田まり子
NG大学文学部の女子学生。原典ではグレートヒェンに相当。
坂根第一と付き合っているが、石巻率いる学生運動にも加わっており、第一への恋情との板挟みになって悩む。のち第一の子を宿す。
第二部では精神を病んで隔離病棟に入れられており、第一の子どもも彼女自ら池に沈めて殺したことが語られる。本作品は、まり子を哀れんだ一ノ関第一がメフィストに彼女の救済を求める場面で終わり、未完となっている。
高田警部
まり子の兄で警視庁の警部。両親がいないまり子の親代わりの存在でもある。学生運動を取り締まっており、学生運動から抜けられないまり子の行動に悩んでいる。
坂根第一を、NG大学周辺で続発する破壊活動や殺人事件の黒幕として追っている。
石巻
NG大学文学部4年。大学全共闘のリーダーで、目的達成のためには時限爆弾や硫酸ビンを用いた過激な破壊活動も辞さない。高田まり子に恋しており、坂根第一と対立する。
のち、学生運動の最中に命を落とすことを予感し、学生運動勝利の暁に分身としてよみがえることを願って、自らの精子を第一に託す。直後に、黒犬に変身したメフィストによって焼殺される。
山本助教授
NG大学の助教授で、一ノ関教授を第二理学部バイオ操作センターから追い出し、その研究を奪い取る。さらにセンターを企業に売り渡し、利益を上げようとする。
一種の日和見主義者で、全共闘学生にもおもねろうとする。
木下
NG大学第二理学部バイオ操作センター助手。真面目で研究熱心であり、学生運動には無関心。坂根第一と親しくなる。

## 未完・その後の展開
朝日文庫版や講談社漫画全集版などでは、終盤になるとネームのみが掲載され、そのまま絶筆になったことを物語っている。収録されている最後のページは絵コンテのまま「先生の側近に三人のおもしろい者たちをはべらせます」「誰なんだ」という台詞で終わっている。その3人が一体誰を指すのかは謎のままであるが、文庫版の長谷川つとむの解説によると、手塚はその後の展開を作り上げていた。それは、作中に登場する左翼活動家・石巻の精子が新生物となり、地球環境を壊滅させるという内容である。
また、物語中盤で球体に入った女性が登場するが、これは人間ではなく「地球の存在そのものを表す生命体」として登場する予定であった。
さらに長谷川の著書によると、第一部では主人公は時間移動し、1950年代から1970年代を舞台としたが、第二部では地球の始まりまで戻り、そこで重要なものを現代に持ち込むという構想が立てられていたという。
また作者の手塚自身は生前、作品の結末について、主人公である坂根第一の魂が救済されて天国に昇るのか、まっさかさまに地獄に落ちるのか、どちらの行く末も魅力的だと述べていた。

## 書誌情報
- 『ネオ・ファウスト』（単行本、全1巻） 朝日新聞出版、1989年4月1日発売
- 『ネオ・ファウスト』（文庫版、全1巻） 朝日文庫、1992年9月発売
- 『ネオ・ファウスト』（手塚治虫漫画全集、全2巻） 講談社
  1. 1995年11月10日発売
  2. 1995年12月11日発売
- 『ネオ・ファウスト』（手塚治虫文庫全集、全1巻） 講談社、2011年10月12日発売

## ラジオドラマ
2000年にNHK『FMシアター』の番組『ガラスの地球を救え〜手塚治虫のラストメッセージ』の中でラジオドラマ化されている。
放送日時
- 前編：12月28日 19:40～20:30（約50分）
- 後編：12月29日 19:30～20:22（約52分）

スタッフ
- 原作：手塚治虫
- 脚本：富永智紀
- 音楽：長谷部徹
- 制作統括：松本順
- 技術：山中義弘
- 音響効果：林幸夫、篠遠哲夫
- 演出：吉田努

出演
- 一ノ関教授 - 明石良
- 第一 - 林泰文
- メフィスト - 白島靖代
- まり子 - 増田未亜
- 石巻 - 田中智也
- 坂根第造 - 納谷悟朗
- 理事長 - 水澤心吾
- 神様 - 沢りつお
- ナレーション - 大平透

## 手塚治虫と「ファウスト」

### 先行する漫画化作品
手塚治虫は生涯で3回、ゲーテのファウスト物語を基にした漫画を描いた。1作目は戦後間もない20歳の頃に描いた児童向け赤本漫画『ファウスト』で、2作目は虫プロ社長を辞めた直後の、人生のどん底と語った42歳の頃に描いた『百物語』である。『ネオ・ファウスト』は3作目に当たる。
この3作はゲーテのファウストに書かれた「これから死のうとしている男が若返り、人生をやり直す」という共通したテーマが描かれているが、内容は3作とも手塚のアレンジが加わり大きく異なる。後に描かれた作品ほど読者の対象年齢が高く設定されている。
児童向け漫画『ファウスト』は初期の手塚絵らしく、登場人物はみな頭身が低く可愛く描かれている。内容もゲーテの原作におおむね忠実である。しかし児童漫画なので、ゲーテの原作にある妊娠小説のような不適切な要素は除いて翻案されている（ソ連のアニメ映画『せむしの仔馬』を意識したような絵の描き方がされている）。
『百物語』は『ライオンブックス』の一編であり、前述の作品より対象年齢をやや高く設定された内容である。舞台も日本の戦国時代に移し、後半のほとんどは手塚のオリジナルストーリーで進む。

### 劇場アニメの企画
実現はしなかったが、1984年にリクルート時代の藤原和博からアニメ映画の企画を打診され、手塚は『ネオ・ファウスト』の題名で完全なシナリオ原稿を書き上げている。手塚は非常に乗り気であったが、予算の面から計画は立ち消え、その後に手塚が死去したことから、藤原の悔やむところとなった。
本作は未制作に終わったが、内容をさらに発展させ漫画『ネオ・ファウスト』が生まれることになった。ストーリーは漫画とは前半からすでに大きく異なる。
現在、この劇場アニメ版のシナリオ原稿は、『ぜんぶ手塚治虫!』（朝日新聞社、2007年）や、『手塚治虫SF・小説の玉手箱』（樹立社）などで読むことができる。その物語の概要は以下のようなものである。

#### あらすじ
舞台は現代の学園都市から始まる。一人の女悪魔メフィストフェレスは人間界に降り立ち、「フェレス」という偽名を使った。
フェレスはファッション雑誌を参考に可愛い女の子へと姿を変え、とある大学教授を探していた。フェレスは神と賭けをしたからである。もし善良な選ばれた人間の魂を、悪魔的な魂に変えることができたら、地球は悪魔たちのものになるといった内容であった。その賭けの魂に選ばれたのが、大学の老教授であるファウストである。
その頃、ファウストは己の人生に儚んでおり、助手が置いていった牛乳に毒が入っていると悟ると、それを飲み干そうとする。それを見たフェレスは、ファウストの自殺を止め、悪魔の契約をする。契約の内容は、3つの願いごとを叶え、彼が満足すれば代わりに魂を悪魔に譲る、というものであった。3つの願いごとは「若返る」「絶世の美女をものにする」「権力者になる」に決まった。ファウストがその結果に満足すれば「時間よとまれ、今のお前は美しい」と言う、という約束のもと。
フェレスはファウストを若返らせ、権力者にすべく、この国の大統領になることを薦めた。まずファウストは、フェレスの計画通り、6000億ドルほどの金を用意して裏工作を行い、大蔵大臣の地位を得る。ファウストはその前後に、一人の少女に恋をして愛を育むが、その兄である軍事司令官を殺す。ファウストは彼を殺したことによって、軍事司令官の地位を得た。そして大統領はファウストに、隣国との戦争に勝てば大統領の地位を与えることを約束する。
ファウストは隣国に勝つために、かつて自分が研究していた人工生命体を使うことにした。ファウストは大量の資金を投入し、昔自分が務めていた大学で人工人間を大量生産した。ファウストは戦争に勝つだけでなく隣国を丸ごと壊滅状態にしたが、大統領からはやり過ぎだと警戒される。ファウストはフェレスの助言を受け、大統領を殺害するクーデターを計画し、実行に移す。大統領は思惑通り殺された。しかし、ファウストは若さ・絶世の美女・権力、全てを手に入れたはずなのに、一向に満足はできなかった。
クーデターの最中、思いがけないことに人工人間たちは暴走を始め、自らの手で増殖し、破壊の限りを尽くすようになる。そこへファウストに一本の電話が入り、かつて自分が恋をしていた少女が人工人間たちに襲われつつあることを知る。ファウストは、本当に自分の大切なものは何だったのかを悟り、人工人間たちが量産されている大学のコンピューター施設を破壊しに出向く。ファウストは手榴弾でコンピューターを破壊するが、人工人間たちはファウストに自動小銃で痛手を与える。
ファウストは血を流しながらも、バイクで少女を助けに行く。少女が住んでいた家は、炎に包まれていた。もう逃げることもできないほど燃え上がった建物の中で、ファウストは少女を抱きしめると、この上ない幸せを感じた。そして満足した彼は「時間よとまれ、今のお前は美しい」と叫ぶ。
ファウストの魂はフェレスのものになるはずであったが、フェレスはファウストに恋心を抱きつつも自分のものにはならないと悟っていたため、契約書を青い炎で焼いた。ファウストと少女は、焼け崩れた建物の中に包まれる。しかし、二人の魂は一つの光となって天高く舞い上がった。それを見ていたフェレスは、泣いているような笑っているような複雑な顔でいつまでも見つめていた。

### ミュージカル化
2014年に『ミュージカル「ファウスト」～愛の剣士たち～』、2015年『ミュージカル「ファウスト」～最後の聖戦～』のタイトルで、『ファウスト』『百物語』を元にミュージカル化されている。「～最後の聖戦～」公演には『ネオ・ファウスト』のエッセンスも取り入れた。
ミュージカル「ファウスト」～愛の剣士たち～
【上演日程】2014年6月27日 - 7日、アイアシアタートーキョー / 7月12日 - 13日、森ノ宮ピロティホール
【スタッフ】演出：モトイキシゲキ / 上演台本・作詞：児玉明子 / 音楽：松谷卓 ほか
【キャスト】ハインリヒ・ファウスト役：河合郁人（A.B.C-Z） / メフィストフェレス役：三田佳子 / オフィストフェレス役：五関晃一（A.B.C-Z）ほか
ミュージカル「ファウスト」～最後の聖戦～
【上演日程】2015年7月10日 - 20日、東京芸術劇場プレイハウス / 7月25日 - 26日、森ノ宮ピロティホール
【スタッフ】監修：モトイキシゲキ / 演出：ヨリコ ジュン / 上演台本・作詞：ヨリコ ジュン・児玉明子 / 音楽：松谷卓 ほか
【キャスト】ハインリヒ・ファウスト役：河合郁人（A.B.C-Z） / メフィストフェレス役：三田佳子 / オフィストフェレス役：五関晃一（A.B.C-Z）ほか

## アニメ製作の試み
1999年1月15日、NHK総合テレビで『手塚治虫・世紀末へのメッセージ』が放送された。この番組で、上述の劇場アニメ版『ネオ・ファウスト』の116枚に及ぶアニメ用シナリオが遺稿として発見されたことが伝えられた。シナリオの存在は、この番組で初めて一般に公表された。ただし、番組ではアニメ作品の題名を『ファウスト』として紹介したが、実際には『ネオ・ファウスト』の題名で企画されていた。
このシナリオの内容は漫画版と重なる部分が多々あることから、このシナリオを利用して未完であった漫画『ネオ・ファウスト』の部分的なアニメ製作が試みられた。オリジナルの冒頭と、漫画では描かれなかった部分、途中および終結部が6分程度にまとめられた。また、登場人物は漫画のキャラクターの絵に合わせ、ストーリーも時間内に収まるように台詞を変えたり、物語を分かりやすくするための脚色が加えられている。

### あらすじ
ファウストは薄暗い地下室にいた。人生をはかなんだ彼は、自ら用意していた毒をあおろうとする。そこへ女悪魔が現れ、ファウストを満足させる代わりに魂を貰うことを約束する。
ファウストは若返り、欲望の限りを尽す。彼の野望は、クローン人間を生み出し世界を征服するという、途方もないものであった。彼はクローンを兵士として仕立て上げ、あらゆる国に送り出し、破壊の限りを尽くす。ファウストは世界を征服したが、それは焼け野原になった世界であった。
ラストでは、少女との純愛に目覚めたファウストが戦場で追いつめられ、悪魔メフィストと対峙して契約の取り決め通りの言葉「時よ止まれ、お前はなんと美しい」を叫ぶ。そして瓦礫に押しつぶされたファウストたち2人の魂は昇天し、上空で一つの光になる。それを見ていたメフィストは姿を消す。

### キャスト
- 佐藤慶、小林優子

### スタッフ
- プロデューサー - 久保田稔
- キャラクターデザイン - 杉野昭夫
- 作画 - 内田裕、瀬谷新二、釘宮洋
- 美術 - 市原美恵子、斎藤雅巳
- 色彩設定 - 岡野強
- 音響効果 - 倉橋静男
- 演出 - 桑原智

### 備考
このアニメの内容は、あくまで漫画以前に書かれた劇場アニメ用シナリオに基づいており、漫画『ネオ・ファウスト』で予定していたと長谷川によって明かされた内容とは大きく異なる。
長谷川は、劇場アニメ用シナリオ等の先行作品では主人公の魂を全て最後に救い、天に召されるようにしているが、漫画『ネオ・ファウスト』ではそれに加えて、正反対である主人公の「地獄堕ち」をも検討していたと述べている。

## 草稿の発見と展示
2014年3月27日に手塚の娘・るみ子が手塚の机を整理していたところ、25年ぶりに開けた引出しから『ネオ・ファウスト』と『グリンゴ』の草稿4枚を発見した。この発見された草稿は兵庫県宝塚市の市立手塚治虫記念館で2014年5月24日から6月30日まで展示された。
1ページの『ネオ・ファウスト』の草稿は鉛筆で描かれている。これは完成原稿では2ページとなっており、台詞の変更もある。